# Pozo
Pozo, pleme iz Kolumbije (departman Caldas) chocoanske (Chocoan) porodice naroda i jezika, ponekad klasificirane među Karibe, naseljeno u prvoj polovici 16. stoljeća u susjedstvu plemena Picara i Carrapa. Sva su ova plemena bila kanibali, ali su Pozo među ostalim plemenima izazivala užas. Negdje četrdesetih godina 16. stoljeća pripadnici ovog plemena teško su ranili Jorge Robleda [neaktivna poveznica](španjolskog konkvistadora). Španjolci su se osvetili uz pomoć krvoločnih pasa, kao i pripadnika plemena Picara i Carrapa. Izvršen je strašan masakr, pa što psi nisu rastrgali, bilo je uhvaćeno od Španjolaca ili njihovih saveznika Indijanaca. Prema Ciezinoj priči Carrapa i Picara Indijanci ovdje su se 'osladili' sirovim ljudskim mesom. Preživjele Pozose Španjolci su okovane u lance odveli u ropstvo.